# Міценелла
Міценелла (Mycenella) — рід грибів родини Tricholomataceae. Назва вперше опублікована 1938 року.

## Поширення та середовище існування
В Україні зростають міценелла мохолюбива (Mycenella bryophila) та міценелла бородавчастоспорова (Mycenella margaritispora).

## Гелерея

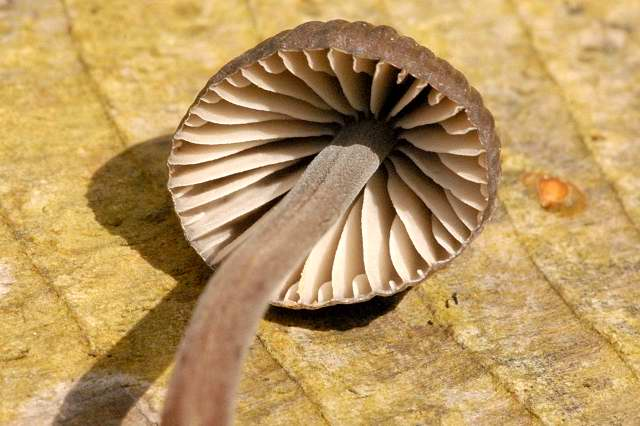
Mycenella bryophila
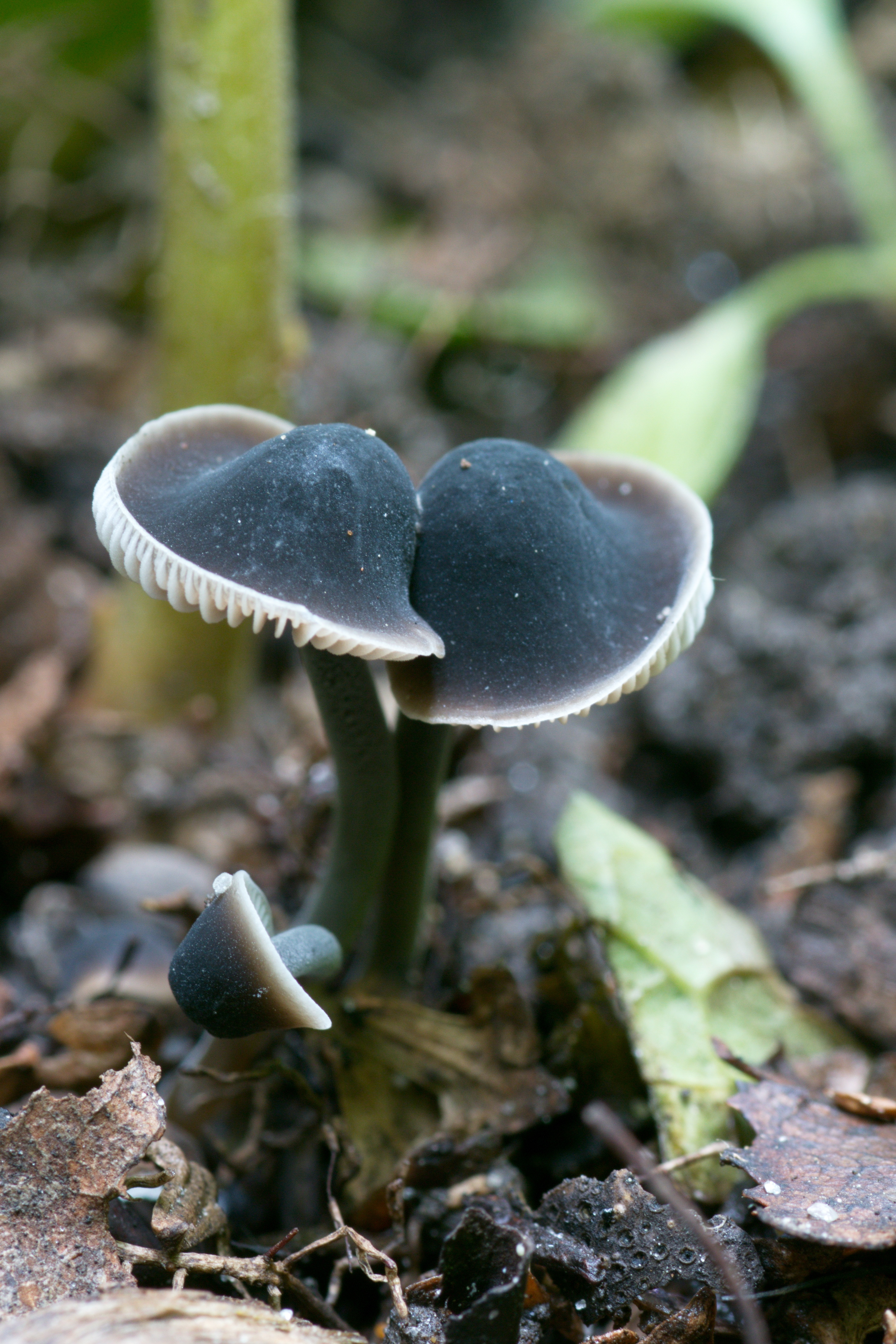
Mycenella lasiosperma